# محمد صلصالی
محمد صلصالی (زادهٔ ۲ شهریور ۱۳۶۲ در اصفهان) بازیکن سابق فوتبال و مربی کنونی ایرانی است.
صلصالی سال‌ها در باشگاه فوتبال ذوب‌آهن اصفهان بازی کرده‌است. وی سابقهٔ حضور در تیم‌های ابومسلم خراسان و گیتی‌پسند اصفهان را نیز دارد.

## افتخارات
- لیگ برتر
- نایب قهرمانی در لیگ برتر فوتبال ایران ۸۸-۱۳۸۷ به همراه تیم ذوب‌آهن اصفهان
- نایب قهرمانی در لیگ برتر فوتبال ایران ۸۹-۱۳۸۸ به همراه تیم ذوب‌آهن اصفهان
- جام حذفی
- قهرمانی در جام حذفی ۸۸-۱۳۸۷ به همراه تیم ذوب‌آهن اصفهان
- نایب قهرمانی در جام حذفی ۸۴-۱۳۸۳ به همراه تیم ابومسلم خراسان
- لیگ قهرمانان آسیا
- نایب قهرمانی در لیگ قهرمانان آسیا ۲۰۱۰ به همراه تیم ذوب‌آهن اصفهان